# سایا
سایا (انگلیسی: Saia) شرکت ترابری آمریکایی است، که در سال ۱۹۲۴ تأسیس شد.